# Mohamed Trabelsi (homme politique)
Pour les articles homonymes, voir Mohamed Trabelsi.
Mohamed Trabelsi, né en 1954, est un homme politique tunisien.

## Biographie

### Études
Il est titulaire d'un diplôme en histoire-géographie de la faculté des sciences humaines et sociales de Tunis, d'une maîtrise de l'Institut de presse et des sciences de l'information de Tunis et d'un diplôme de l'Institut de défense nationale de Tunis.

### Carrière professionnelle
Secrétaire adjoint à l'Union générale tunisienne du travail chargé de l'enseignement, puis de la communication et des relations internationales, il est par ailleurs membre du Conseil national de la jeunesse et du Conseil national des statistiques. Il est nommé en 2008 comme directeur des activités des travailleurs pour l'Afrique du Nord au bureau régional de l'Organisation internationale du travail au Caire. Il est également vice-président de l'association Solidar.

### Ministre
Le 27 août 2016, il devient ministre des Affaires sociales dans le gouvernement de Youssef Chahed. 
Le 8 octobre 2017, son collègue Slim Chaker meurt à l’hôpital militaire de Tunis à la suite d'une attaque cardiaque, après sa participation au marathon de l'organisation Nourane, pour la promotion de la lutte contre le cancer du sein,. Il est remplacé le 7 novembre, rétroactivement, par Mohamed Trabelsi. Le 18 novembre, Imed Hammami est nommé ministre de la Santé publique.
Son nom figure sur la liste des ministres proposée par Hichem Mechichi, le 24 août 2020, pour reprendre la tête du ministère des Affaires sociales. Le 20 juillet 2021, il reprend la tête du ministère de la Santé à titre intérimaire.

### Dirigeant sportif
Le 26 août 2022, il devient président provisoire du Club sportif sfaxien.